# David Lewis (martire)
David Lewis (Abergavenny, 1616 – Usk, 27 agosto 1679) è stato un presbitero e gesuita gallese; martirizzato sotto Carlo II, è venerato come santo della Chiesa cattolica e ricordato come uno dei santi quaranta martiri di Inghilterra e Galles.

## Biografia
David Lewis nacque ad Abergavenny, in Galles, nel 1616, nono ed ultimo figlio di Morgan Lewis e Margaret. Il padre aveva aderito al credo anglicano probabilmente per convenienza; la madre era rimasta cattolica. Dei loro nove figli solo David fu educato alla fede anglicana e iniziò il percorso scolastico alla grammar school del paese natale, dove il padre era istitutore.
All'età di sedici anni fu mandato a studiare legge a Londra; tre anni dopo era a Parigi come tutore del giovane figlio del conte Savage. Fu durante il soggiorno in Francia che decise di abbandonare la religione anglicana. Terminato l'incarico di tutore, ritornò in Galles in tempo per assistere il padre che, in punto di morte, riabbracciò l'«antica fede». David fu consigliato di iscriversi al Collegio inglese di Roma: vi entrò il 3 novembre 1638. Come compagno di studi ebbe Giovanni Wall (oggi santo). Fu ordinato sacerdote il 20 luglio 1642. Tre anni più tardi si unì alla Compagnia di Gesù.
Nel 1646 chiese ed ottenne di essere inviato in missione in patria. Scelse il nome fittizio di Charles Baker per evitare che infiltrati e spie lo denunciassero al governo. Fu mandato a Cwm, un piccolo villaggio al confine con l'Inghilterra, dove i Gesuiti avevano fondato una comunità, il collegio di Francesco Saverio. Poco tempo dopo dovette ritornare a Roma perché era stato nominato direttore spirituale del Collegio inglese. Padre David però riteneva che il suo posto fosse tra i cattolici della sua terra, che vivevano la loro fede dibattendosi tra serie difficoltà. Nel 1648 fu di nuovo in Galles. Per i successivi trentadue anni padre David prestò il suo apostolato tra i cattolici, amministrando loro i sacramenti e confessandoli. Pur essendo Rettore del collegio di Francesco Saverio e superiore dei Gesuiti del suo distretto, scelse un'esistenza itinerante. Usciva dal convento a piedi per raggiungere famiglie lontane anche decine di chilometri. Nei documenti della congregazione si può leggere:
((EN) Peter N. Williams, Presenting Wales from a to Y - The People, the Places, the Traditions: An Alphabetical Guide to a Nation's Heritage, Trafford Publishing, 2003,  p. 151, ISBN 978-1-55395-482-8. URL consultato il 10 febbraio 2020.)
I cacciatori di sacerdoti non mancavano neanche in questa zona e informavano le autorità ogni qualvolta sospettavano di aver incontrato un sacerdote cattolico. Nel 1674, a seguito di varie denunce, il Parlamento ordinò l'arresto dei sacerdoti che abitavano a Cwm e minacciò di sanzionare tutti i cattolici con la confisca dei due terzi delle loro proprietà. Pur segnalato come «prete papista», contro Lewis non furono mai presi provvedimenti.
Nell'ottobre 1678 scoppiò il cosiddetto «complotto papista», il falso intrigo architettato dal reietto Titus Oates. Il Parlamento fu inflessibile nell'obbligare il rispetto delle leggi anticattoliche anche nelle contee più periferiche, tra cui quelle al confine col Galles. A molte famiglie cattoliche furono confiscate tutte le proprietà. In dicembre il convento di Cwm fu saccheggiato e raso al suolo. Si scoprì un passaggio sotterraneo che, dal monastero, conduceva direttamente in un bosco vicino. Sui sacerdoti cattolici fu posta una taglia; pochi giorni dopo un delatore denunciò padre Lewis. Il 17 novembre, una domenica, fu arrestato mentre si apprestava a dire Messa a Llantarnam. Fu rinchiuso nella prigione di Monmouth, un villaggio al confine con l'Inghilterra. Dovette pagare 14 scellini a settimana perché "occupava" la cella. In carcere ebbe il dolore di essere informato sulla sorte dei suoi confratelli a Cwm: molti furono catturati durante la fuga; altri si rifugiarono nei boschi ma morirono assiderati per mancanza di riparo.
Il 13 gennaio 1679 il prigioniero fu tradotto nel carcere di Usk. In marzo si tenne il processo. Nel frattempo erano stati trovati testimoni compiacenti che accusarono padre David di aver celebrato la Messa. Fu ritenuto colpevole di alto tradimento, capo d'imputazione architettato ad hoc per condannare i cattolici. Fu poi portato a Londra, con i confratelli John Kemble e John Wall (oggi santi), per essere interrogato sul presunto complotto papista. I giudici non trovarono prove contro di lui e rimandarono il sacerdote a Usk per l'esecuzione capitale. 
Lo sceriffo del Monmouthshire rimandò l'esecuzione della sentenza di quasi sei mesi, fatto inusuale, poiché sperava che il re concedesse la grazie a padre David, che godeva della sua profonda stima. Durante questo periodo il sacerdote poté riceve visite in cella ed amministrare i sacramenti. Il 27 agosto 1679 fu prelevato e portato al patibolo. L'esecuzione doveva avvenire per impiccagione, sventramento e squartamento. Lo sceriffo rimarcò la propria contrarietà all'esecuzione di Lewis non presenziando al martirio del condannato; il boia non si presentò per paura di essere linciato dalla folla. Fu offerta una lauta somma a un fabbro che si prestò a fare da boia per un giorno. Prima di subire il supplizio, padre David si rivolse alla folla in gallese ed inglese dicendo:
La folla insistette affinché il boia lasciasse che Lewis morisse sulla forca prima di sventrarlo. Dopo il decesso fu sventrato, ma i presenti impedirono che il suo corpo fosse squartato ed ottennero che venisse sepolto con dignità. Padre David oggi è sepolto nel cimitero della chiesa di Santa Maria ad Usk, e la tomba è meta di pellegrinaggi. 
Nel luogo dell'esecuzione oggi sorge la chiesa dei santi David Lewis e Francesco Saverio. Al suo interno è conservato un pezzo della corda del cappio e un tessuto intriso del suo sangue. Un calice da viaggio a lui appartenuto è conservato nella chiesa cattolica di Abergavenny, suo paese natale.

## Culto
David Lewis fu beatificato da Pio XI il 15 dicembre 1929 e fu canonizzato da Paolo VI il 25 ottobre 1970 nel novero dei Quaranta martiri inglesi e gallesi.